# Christoph Krummacher
Christoph Martin Theodor Krummacher (* 27. Mai 1949 in Berlin) ist ein deutscher Kirchenmusiker und evangelischer Theologe.
Der Sohn von Bischof Friedrich-Wilhelm Krummacher studierte Kirchenmusik und Theologie an der Kirchenmusikschule Dresden, Universität Greifswald und der Hochschule für Musik in Leipzig und promovierte 1991 zum Dr. theol. an der Universität Rostock. Bereits als Domorganist in Brandenburg an der Havel und als Universitätsorganist an der Universität Rostock gehörte Krummacher zu den führenden Organisten in der DDR. Zahlreiche internationale Konzertreisen führten ihn quer durch Europa. Seit 1992 leitete Krummacher bis 2014 das Kirchenmusikalische Institut der Hochschule für Musik und Theater „Felix Mendelssohn Bartholdy“ Leipzig, von 1997 bis 2003 war er der Rektor der Hochschule. 2004 wurde Krummacher Universitätsorganist der Universität Leipzig, von 2007 bis 2019 war er Präsident des Sächsischen Musikrates. Sein Nachfolger ist Milko Kersten.
Krummacher nahm zahlreiche Schallplatten- und CD-Einspielungen von Orgelmusik vor. Er ist seit 2002 ordentliches Mitglied der Sächsischen Akademie der Wissenschaften und hat sich umfangreiche Verdienste auf musikwissenschaftlichem und theologischem Gebiet und zusätzlich in der Hochschulpolitik erworben. Seine Stärken liegen in der wissenschaftlichen Forschung an der Schnittstelle von Musik und Theologie.

## Schriften (Auswahl)
- (Hrsg.): Wege zur Orgel. Instrument, Musik und Spieler im Wandel von zehn Jahrhunderten. Merseburger, Kassel 1988, ISBN 3-87537-224-7.
- Musik als Praxis pietatis. Zum Selbstverständnis evangelischer Kirchenmusik (= Veröffentlichungen zur Liturgik, Hymnologie und theologischen Kirchenmusikforschung, Bd. 27). Vandenhoeck & Ruprecht, Göttingen 1994, ISBN 3-525-57189-5 (Dissertation Universität Rostock).
- Kirchenmusik in Theorie und Praxis. Ausgewählte Texte aus der Hochschularbeit und der kirchenmusikalischen Lehrtätigkeit. Olms, Hildesheim 2014, ISBN 3-487-15141-3.
- Kirchenmusik. Mohr Siebeck, Tübingen 2020, ISBN 978-3-16-159365-9 (511 S.)

Festschrift
- Britta Martini (Hrsg.): Musik, Kirchenmusik, Theologie. Festschrift für Christoph Krummacher zum 65. Geburtstag. Strube-Verlag, München 2014, ISBN 978-3-89912-180-3.